# Camburzano
Camburzano (piemontiul: Cambursan) település Olaszországban, Piemont régióban, Biella megyében. Lakosainak száma 1108 fő (2023. január 1.). Camburzano Graglia, Mongrando, Muzzano, Occhieppo Inferiore és Occhieppo Superiore községekkel határos.

## Népesség
A település népességének változása:
| Lakosok száma | 1173 | 1178 | 1108 |
|               | 2017 | 2018 | 2023 |